# Relitto
Il termine relitto indica quanto rimane di una nave dopo l'affondamento (naufragio) o l'arenamento a seguito di guasto, incidente o azione di guerra in mare.

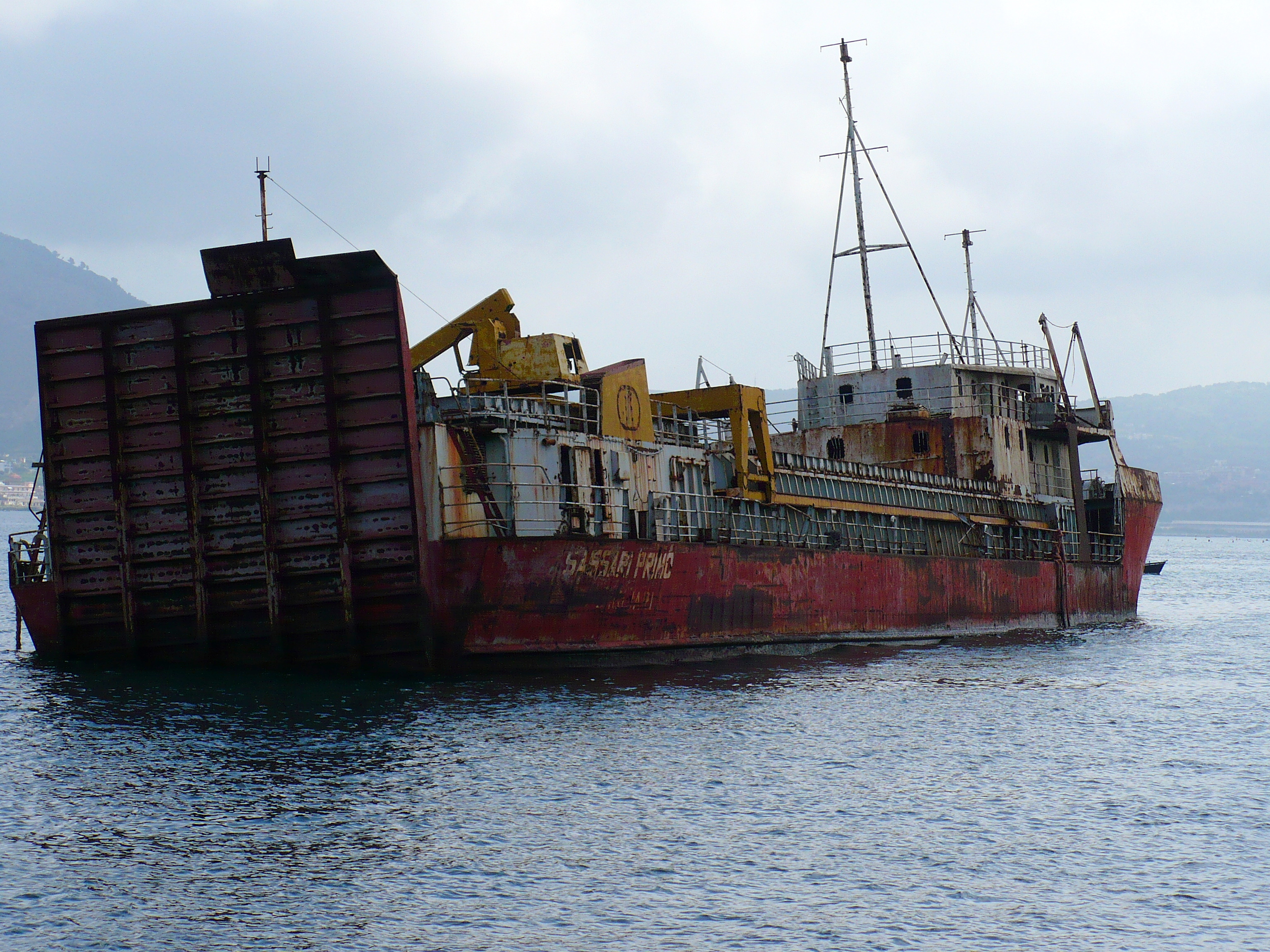
Relitto arenato presso Baia (Na)

Esistono anche relitti spaziali costituiti da satelliti artificiali abbandonati e altri rottami in orbita intorno alla Terra, spesso catalogati come detriti spaziali o con l'equivalente inglese space debris.
La terminologia comune, generalmente utilizzata tra chi si occupa di relitti, di navi sommerse e /o perdute è la seguente:
Si intende per relitto aeronavale una nave o un mezzo aereo di cui si conosce con sicurezza la presenza sul fondale, pur non conoscendo con estrema sicurezza le coordinate della sua posizione.
Nel caso di relitti navali, il nome da attribuire al relitto è il nome della nave al momento dell'affondamento e non quello al momento del varo.
Un relitto navale pertanto può essere:
1. conosciuto e localizzato;
2. conosciuto e perduto;
3. sconosciuto e localizzato;
4. sconosciuto e perduto.

Le navi di cui si ha invece notizia certa e documentata di affondamento e non sono state ancora ritrovate e localizzate vengono definite "navi sommerse o perdute".

## Stato di conservazione

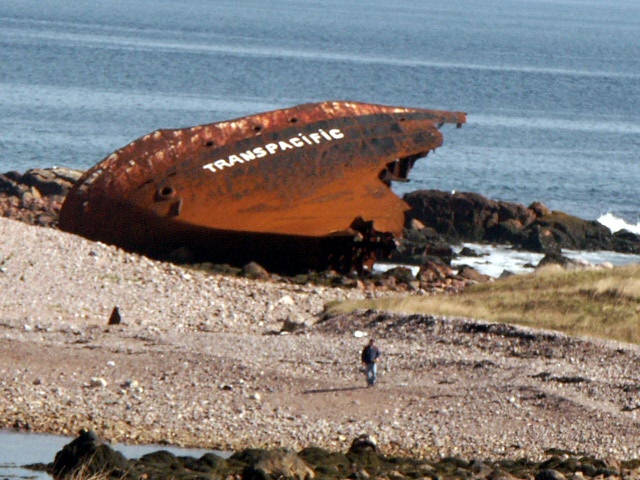
Relitto su una spiaggia di Saint-Pierre e Miquelon.

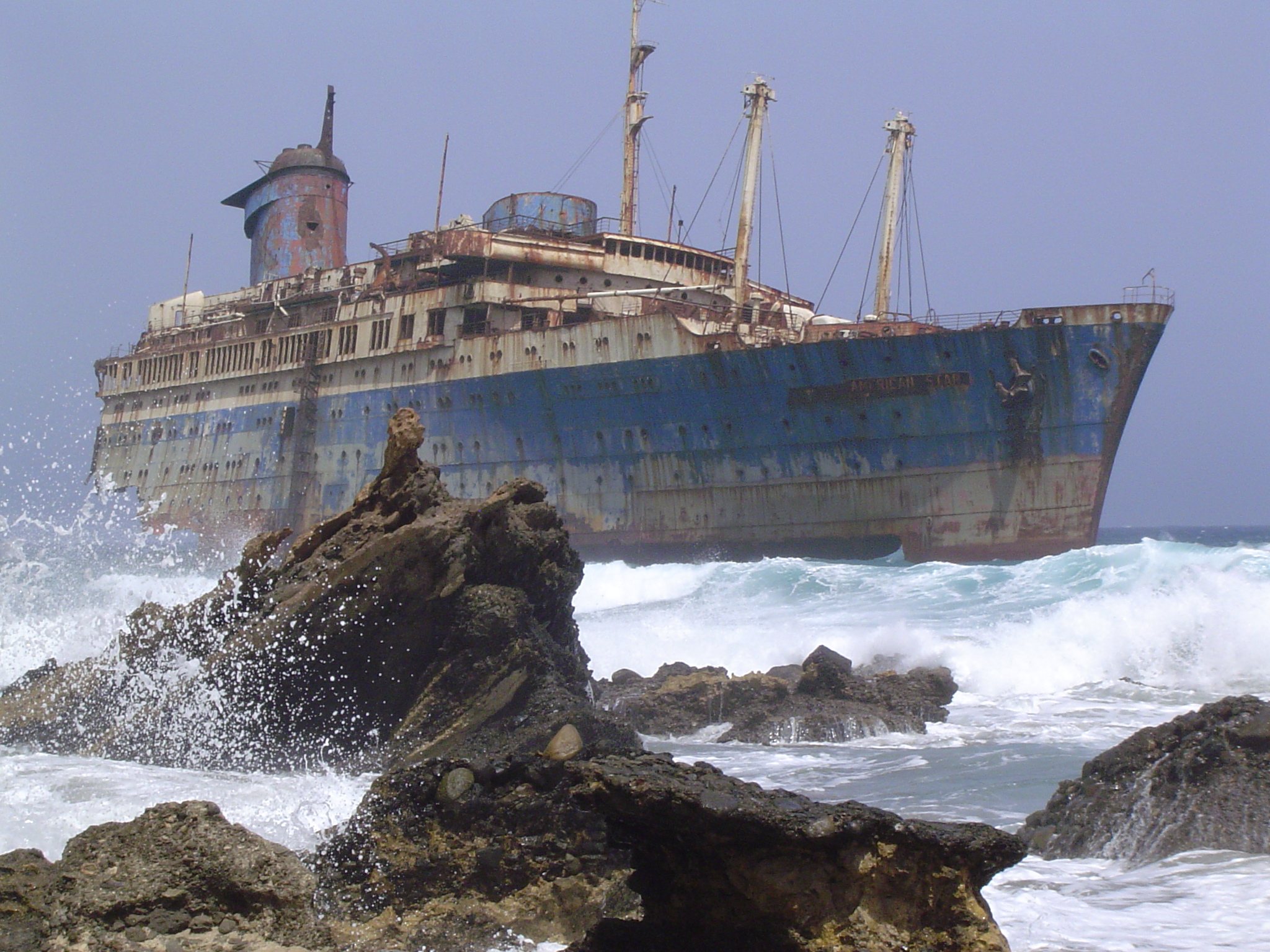
Relitto della nave American Star presso Fuerteventura alle isole Canarie. Il relitto era visibile fino al 2008.

Diversi elementi possono determinare lo stato di conservazione in cui si trova un relitto:
- Il materiale con cui è costruito;
- Il danno subito al momento dell'affondamento;
- Eventuali tentativi di recupero di parti o del carico;
- La demolizione per liberare un canale navigabile;
- La profondità a cui si trova;
- L'intensità delle correnti oceaniche;
- La parziale o totale esposizione ad acque superficiali, alle onde e agli agenti atmosferici;
- La presenza di animali o batteri che consumino i materiali, in particolare il legno;

Le parti in legno si deteriorano rapidamente. spesso le parti in legno che ci sono pervenute da navi antiche sono quelle rimaste sepolte nella sabbia o nel fango del fondale subito dopo l'affondamento.
Ferro ed acciaio possono resistere per decenni, in funzione del loro spessore. Quando però l'erosione prende piede, l'intera struttura collassa. Oggetti massicci quali i cannoni, le caldaie o il robusto scafo dei sottomarini possono resistere a lungo alla corrosione.
Eliche, condensatori, cerniere e oblò sono generalmente realizzati con materiali non ferrosi come l'ottone, che non si corrode facilmente in acqua.

## Perdita, recupero o demolizione
Un fattore determinate per decidere il recupero o la perdita dell'imbarcazione è il livello dei danni subiti.
La collisione con scogli o barriere coralline, lo spiaggiamento, lo scontro con un'altra nave o la distruzione per causa di guerra provocano un livello di danni eccessivamente gravi; in questi casi il proprietario può tentare il recupero del carico o di parti di valore della nave, anche se questo può comportare ulteriori danni.
Relitti posti in acque poco profonde su rotte di navigazione vengono solitamente demoliti per ridurre i rischi per le altre navi.

## Diritto italiano
Il codice della navigazione italiano disciplina (Titolo IV, Capo I) il ritrovamento ed il recupero dei relitti.
In particolare il ritrovamento di un relitto nelle acque territoriali italiane deve essere denunciato all'autorità marittima entro tre giorni dal ritrovamento o dall'arrivo in porto. Il ritrovatore deve consegnare il bene al legittimo proprietario o all'Autorità marittima e ha diritto ad un compenso pari a un terzo del valore dell'oggetto. Fatta salva la priorità al recupero da parte del legittimo proprietario, questo può essere compiuto da chiunque, con preferenza verso lo scopritore che ne abbia fatto denuncia. I proprietari hanno diritto a reclamare i beni o il controvalore entro due anni dal recupero.
I cetacei arenati sono di proprietà dello Stato.
Oggetti di valore artistico, storico o etnografico, armi e strumenti militari, se non reclamati dal proprietario, vengono acquisiti dallo Stato.

## Immersione in relitto

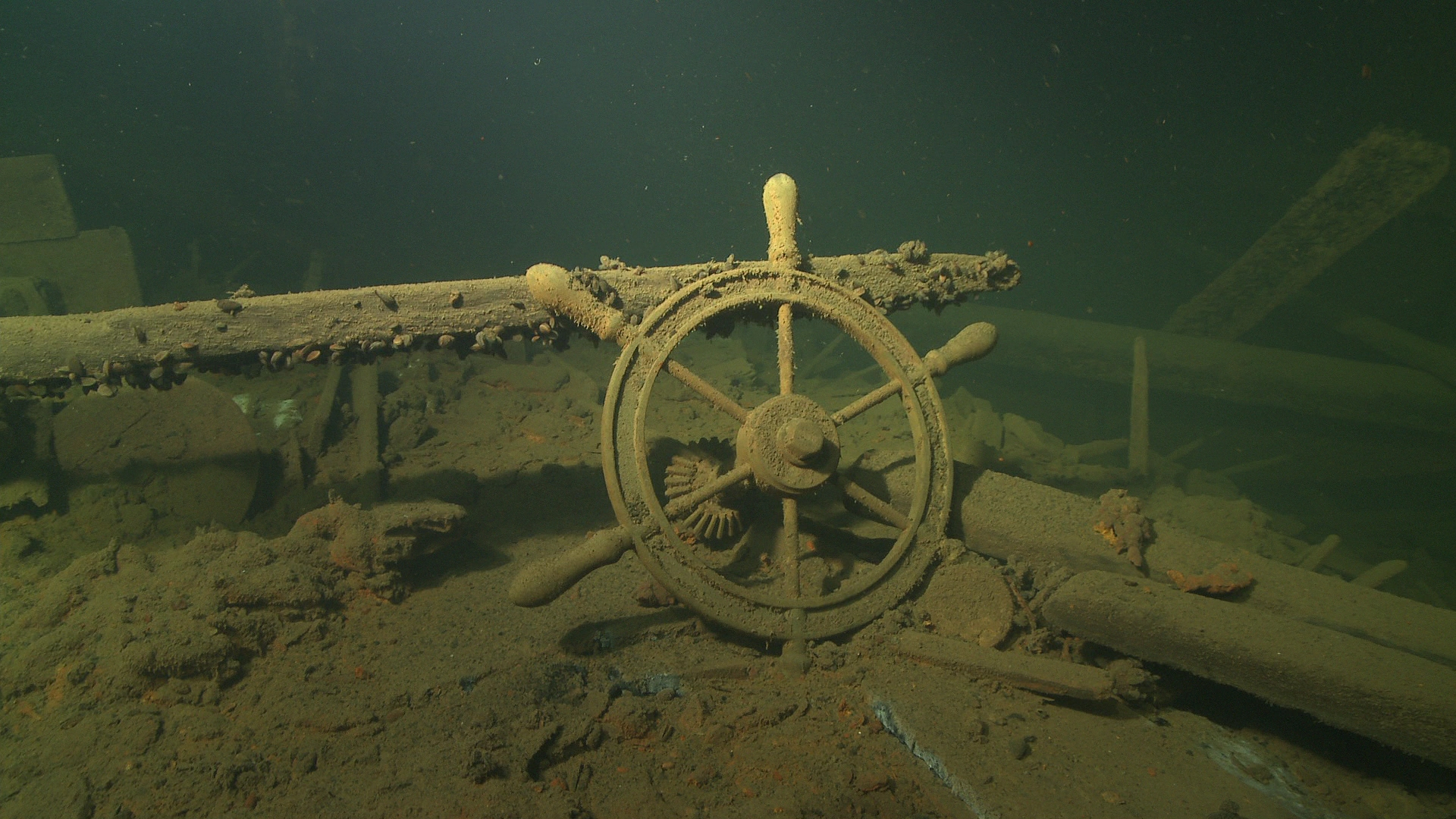
Relitto della nave da trasporto E. Russ vicino all'isola di Hiiumaa nel Mar Baltico.

L'immersione subacquea nei relitti attrae moltissimi appassionati in tutto il mondo, tanto che in molti Stati navi non più in uso vengono affondate per poter ricreare habitat artificiali, solitamente in luoghi dove il fondale non offre ambienti attrattivi sia per l'uomo che per la flora e la fauna marina. L'immersione in relitto può essere molto pericolosa a causa di intrappolamenti, ma anche perché molti relitti si trovano ad elevate profondità con elevati rischi di esaurimento dell'aria e di malattia da decompressione. Tale attività viene quindi praticata come immersione tecnica, con uso di attrezzature subacquee speciali e accessori ridondanti e di metodi di addestramento molto rigorosi e selettivi.